# Bessarion der Große
Bessarion der Große, auch Passarion, (4./5. Jahrhundert) war ein ägyptischer Anachoret und Wundertäter von Ägypten.
Bessarion ist bekannt als Wundertäter und Gründer eines Hospizes bei Jerusalem sowie eines Klosters auf Zion. Um Einsiedler zu werden, unternahm er Pilgerreisen, bei denen er andere Einsiedler kennenlernte: So besuchte er Kyrillos von Skythopolis und begleitete im Jahre 429 den Patriarchen Juvenal von Jerusalem zur Weihe der Euthymioslaura. Kaiser Theodosius II. brachte er der Legende zufolge die rechte Hand des Hl. Stephanus. Bessarion lebte in der Wüste und soll immer eine Abschrift der vier Evangelien bei sich getragen haben. Sein einziges Kleidungsstück habe er an einen Bettler verschenkt und schließlich sogar sein Buch verkauft, um das Geld an Arme zu verteilen.
In der russisch-orthodoxen Kirche wird Bessarion am 20. Februar gefeiert, in der griechisch-orthodoxen Kirche am 6. Juni, in der katholischen Kirche am 17. Juni.